# Schwertmannita
La schwertmannita és un mineral que pertany a la classe dels sulfats segons la classificació de Nickel-Strunz i a la classe dels hidròxids segons la classificació de Dana, fet pel qual que sovint és anomenat com un oxihidroxisulfat de ferro (III). Es forma com a producte de precipitació en rius àcids tot generant crostes, pel·lícules i travertins que poden ser formats íntegrament per aquest mineral o en associació amb altres minerals, principalment sulfats, òxids i hidròxids de ferro o d'altres metalls com zinc, coure o arsènic. És un dels minerals agrupats sota el terme «limonita». Durant els últims anys ha crescut el seu interès, ja que quan cristal·litza és capaç d'absorbir quantitats importants de l'arsènic present a l'aigua dels rius contaminats, fixant-lo així dins la seva estructura i produint una descontaminació parcial de l'aigua abans contaminada per aquest element. S'han proposat fins a tres fórmules diferents per al mineral: Fe163+(OH,SO₄)12-13O16·10-12H₂O; Fe163+O16(OH)₁₂(SO₄)₂ i Fe3+16 O16(SO₄)₂(OH)₁₂·nH₂O (n ∼ 10 a 12).

## Història

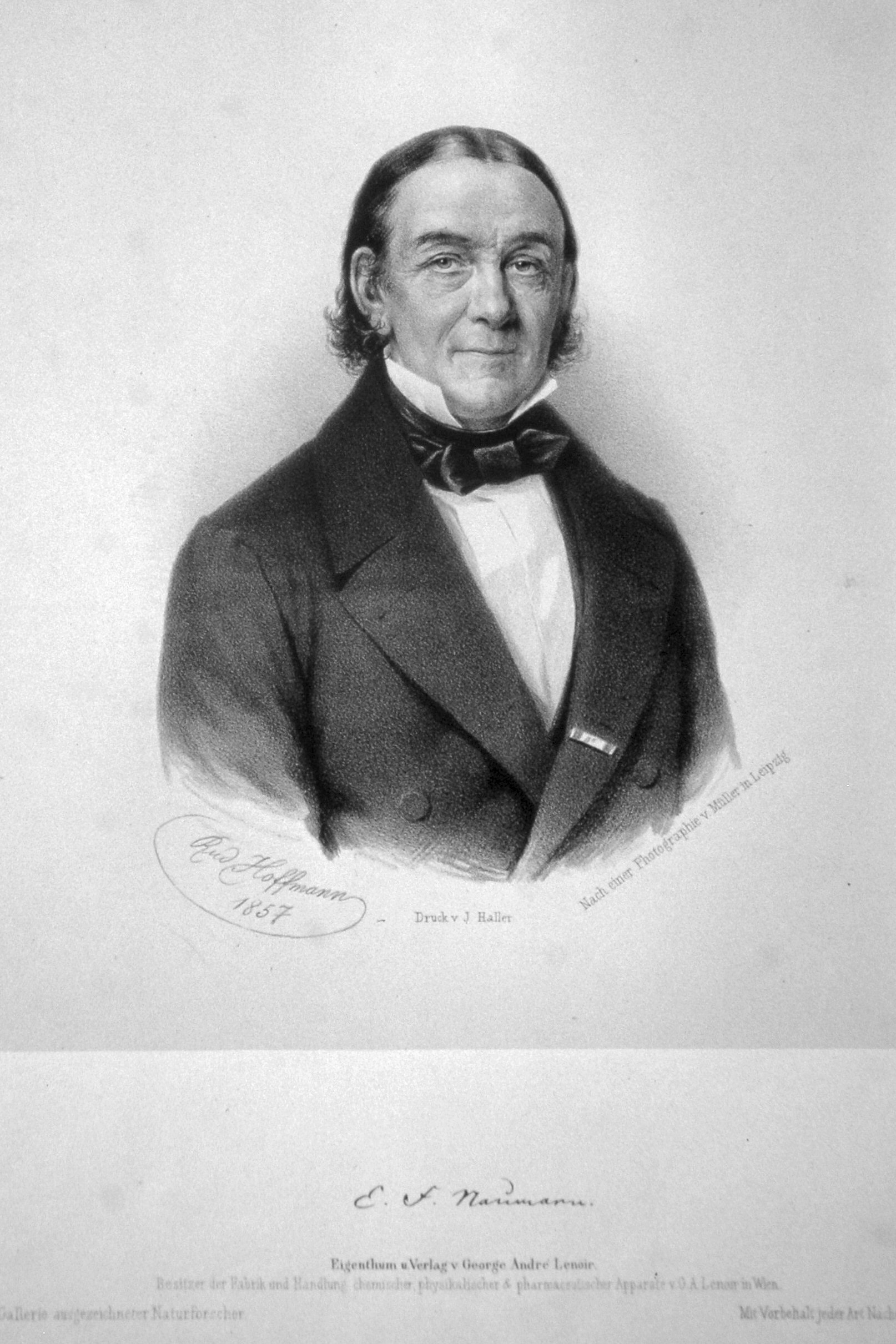
Georg Amadeus Carl Friedrich Naumann va descriure el mineral l'any 1855, anomenant-lo glockerita.

La schwermannita va ser descoberta l'any 1855 per Karl Friedrich Naumann, i fou anomenada llavors amb el nom de glockerita en honor d'Ernst Friedrich Glocker, professor de mineralogia de la Universitat de Varsòvia, a Polònia. L'any 1990 va ser aprovada per l'Associació Mineralògica Internacional com a espècie mineral, i fou redescoberta i reanomenada l'any 1994 per J.M. Bigham, L. Carson i E. Murad en honor d'Udo Schwertmann, científic de la Universitat de Múnic, a Alemanya. Un sinònim del seu nom actual és el codi IMA1990-006.

## Classificació
La schwertmannita ha estat classificada de diverses maneres des del seu descobriment. Inicialment, a la classificació de Nickel-Strunz, se la va classificar dins del grup dels òxids i els hidròxids, on formava un grup especial amb l'akaganeïta, la boehmita, la feroxihita, la goetita, la lepidocrocita i la manganita. L'any 2001, però, a la classificació de Strunz, se la va classificar a la categoria de «sulfats i familiars» i no pas a la de «sulfats (selenats, etc.) amb altres anions», on hagués estat més lògic per la presència d'altres anions a la seva estructura a part del sulfat. Això es deu al fet que les divisions es varen dur a terme d'acord amb la mida dels cations i l'estructura cristal·lina dels minerals. Així doncs, a la classificació de Strunz actual, la schwertmanita està classificada com a sulfat, on forma ella sola el subgrup 7.DE.15, dins del grup 7.DE, juntament amb els següents minerals: mangazeïta, carbonatocianotriquita, cianotriquita, tlalocita, utahita, coquandita, osakaïta, wilcoxita, stanleyita, mcalpineïta, hidrobasaluminita, volaschioita, zaherita, lautenthalita i camerolaïta.
A la classificació dels minerals de Dana, se li assigna la categoria «òxids i hidròxids». En aquesta categoria es troba en la subdivisió «hidròxids i òxids que contenen grups OH amb diversos cations», on forma el grup 4.06-55 del qual és l'únic membre.

## Identificació

### De visu

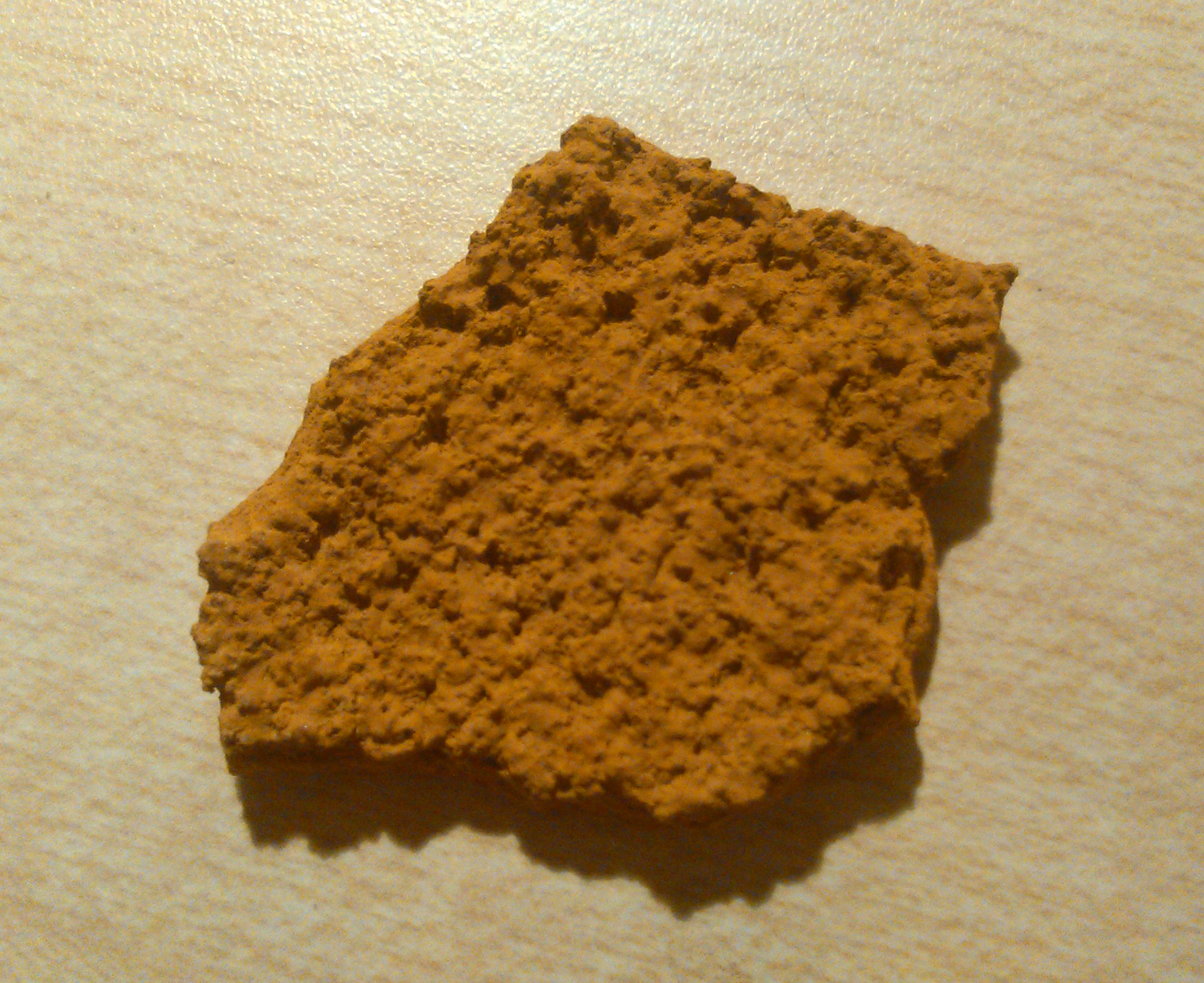
Crosta de schwertmannita obtinguda de zona de drenatge àcid de mines a la zona de Corta Atalaya, província de Huelva, Espanya. Mida: 3 × 2 × 0,4 cm.

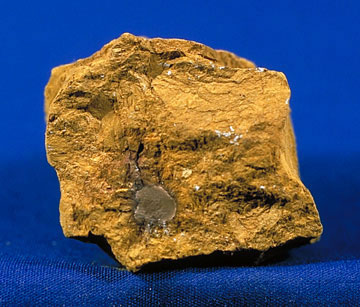
Limonita amb jarosita. Es pot observar la semblança d'aparences entre la schwertmannita i els minerals presents a la limonita.

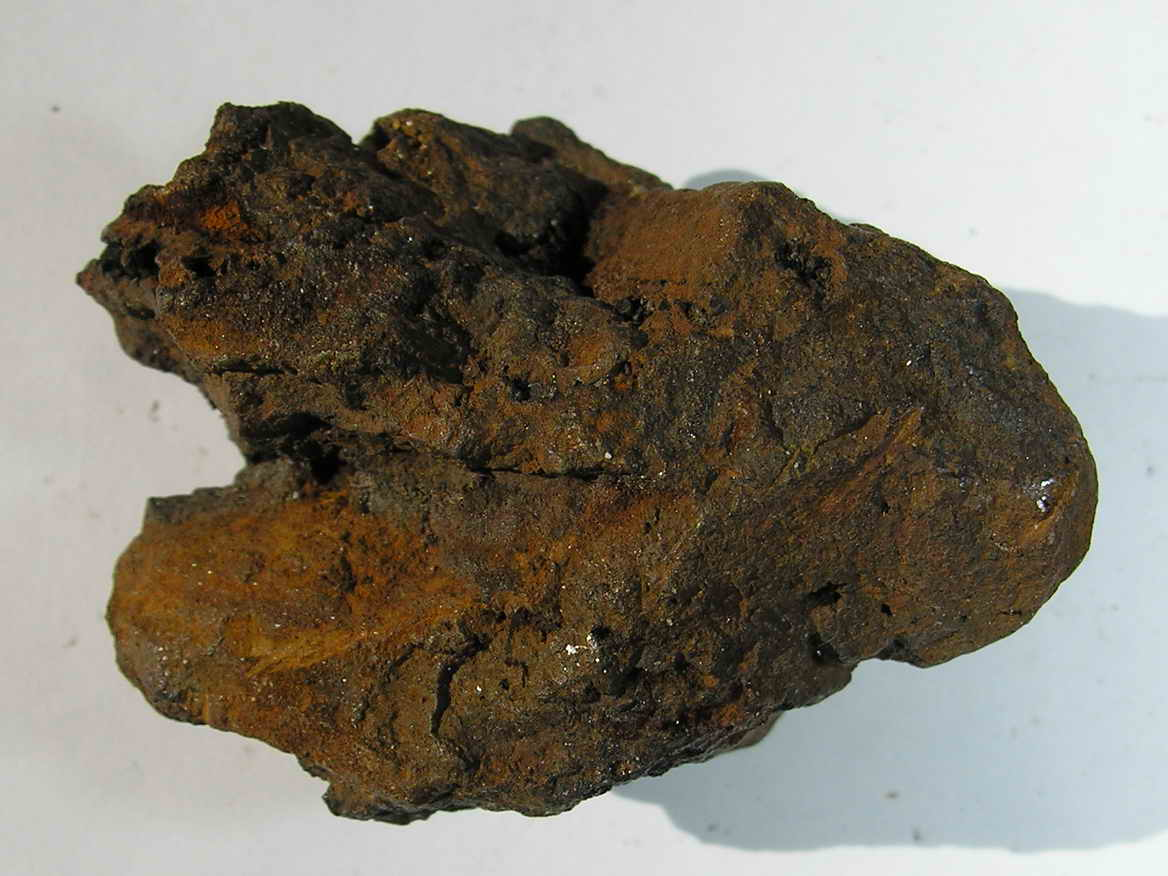
Limonita amb jarosita i goetita. Es pot observar la semblança d'aparences entre la schwertmannita i els minerals presents a la limonita.

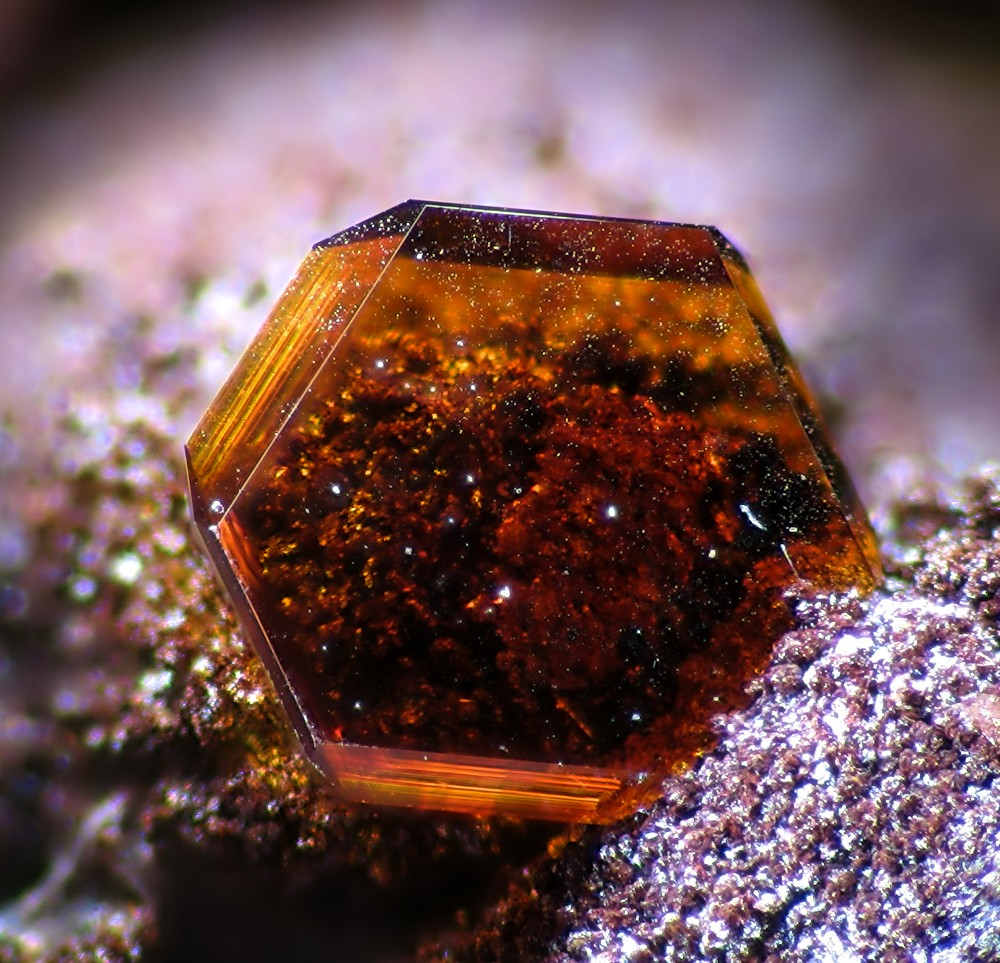
Cristall idiomòrfic de jarosita. Quan aquesta es troba cristal·litzada és inconfusible amb la schwertmannita. Barranc del Jaroso, Almeria, Espanya

La schwertmannita presenta un color marró groguenc o ataronjat, una duresa d'1 a 2 a l'escala de Mohs i una lluïssor terrosa. La ratlla que presenta la schwertmannita és de color groc; i es troba tot formant hàbits en crosta o agregats; també es pot trobar en morfologies en forma d'eriçó (de l'anglès hedgehog habit), que consisteixen en cristalls micromètrics disposats radialment com si fossin les espines d'un eriçó. La schwertmannita es troba entre els minerals que constitueixen les limonites (un conjunt de minerals de ferro, principalment òxids i hidròxids, que presenten un aspecte molt semblant entre ells). Entre aquests minerals s'hi troben la magnetita, l'hematites, la lepidocrocita i/o la jarosita, en proporcions variables. Això afegeix un problema a l'hora d'identificar de visu la schwertmannita, ja que molts d'aquests minerals presenten característiques semblants, quan no es troben ben cristal·litzats, com és el cas de l'ambient en el qual se solen trobar associats amb aquesta. També pot ser complicat diferenciar-la de minerals relacionats amb la seva estructura i composició química com ara l'hidrobasaluminita. A continuació es comparen les característiques de la schwertmannita amb els diferents minerals susceptibles de ser confosos amb aquesta:
- Magnetita: la magnetita pot aparèixer en diferents hàbits; si presenta formes cristal·lines, és inconfusible amb la schwertmannita, ja que aquesta no presenta mai cristalls ben formats i visibles a ull nu. El problema existeix quan la magnetita es forma en ambients àcids, molts cops produïda biològicament com la schwertmannita. En aquest cas, la magnetita sol formar crostes i agregats de color marró o vermell que en alguns casos poden confondre's amb les que forma la schwertmannita.[11] Els dos minerals es poden diferenciar per la duresa; la schwertmannita amb una duresa aproximada d'1,5 es pot ratllar amb l'ungla, mentre que la magnetita amb una duresa entre 5 i 6 es ratlla amb el ganivet. També es poden diferenciar per la ratlla; la schwertmannita presenta la ratlla de color groc mentre que la magnetita la presenta negra. En alguns casos la magnetita pot ésser magnètica, mentre que la schwertmannita no ho és mai.[12]

- Hematites: el cas de l'hematites és similar al de la magnetita; si aquesta presenta hàbit cristal·lí, és inconfusible amb la schwertmannita. És quan l'hematites es presenta en crosta o pel·lícula quan pot haver-hi confusió.[13] En aquest cas, el mètode de resolució és molt semblant al de la magnetita. Els dos minerals es poden diferenciar per la duresa; la schwertmannita amb una duresa aproximada d'1,5 es pot ratllar amb l'ungla, mentre que l'hematites, amb una duresa entre 5 i 6 es ratlla amb el ganivet. També es poden diferenciar per la ratlla; la schwertmannita presenta la ratlla de color groc mentre que l'hematites la presenta de color vermell o marró vermellós. En alguns casos molt concrets l'hematites pot ésser lleugerament magnètica, mentre que la schwertmannita no ho és mai.[14]

- Lepidocrocita: quan la lepidocrocita apareix ben cristal·litzada és molt fàcil diferenciar-la de la schwertmannita; el problema existeix quan apareix formant crostes o pel·lícules. En aquest cas el mètode de resolució del problema és mitjançant la duresa del mineral;[15] la lepidocrocita presenta una duresa de 5 (es ratlla amb el ganivet), mentre que la schwertmannita es pot ratllar amb l'ungla. En aquest cas és molt complicat diferenciar els dos minerals mitjançant la ratlla, ja que tots dos presenten ratlles de color groc, taronja o marró.[16]

- Jarosita: en el cas de la jarosita, quan es troba formant crostes, agregats o pel·lícules és molt similar a la schwertmannita; les dues presenten color groc ataronjat,[17] amb ratlles grogues o ocres i unes dureses difícils de diferenciar, d'1,5 per a la schwertmannita i entre 2 i 3 per a la jarosita. Com a conseqüència d'aquesta semblança molts cops són convenients diferents anàlisis per a diferenciar els dos minerals.[18] Un cas similar és el de l'hidrobasaluminita que només es diferencia de la schwertmannita per la tonalitat de la ratlla, que en molts casos és difícil de diferenciar.[19]

## Propietats

### Propietats físiques

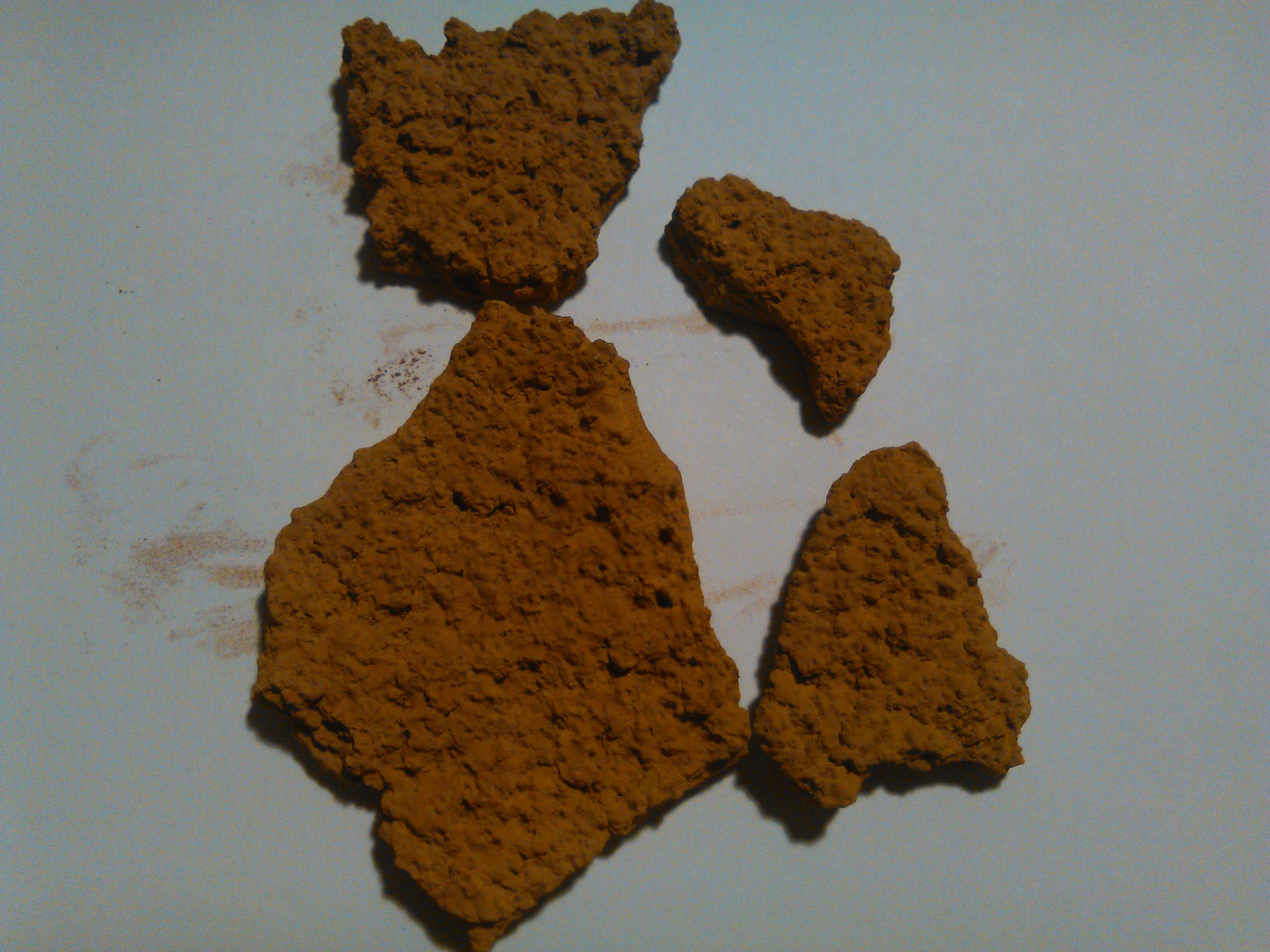
Crostes de schwertmannita; es pot observar la disgregació que pateixen aquestes crostes i el seu aspecte terròs.

La schwertmannita és un mineral de baixa cristal·linitat amb una alta àrea específica que oscil·la entre els 100 i 200 m²/g. La majoria d'espècimens estan formats per petites partícules esfèriques o el·líptiques d'entre 200 i 500 nm de diàmetre que formen agregats. Les estructures que se solen observar estan formades per agulletes d'amplades entre 2 i 4 nm i llargades entre 60 i 90 nm. La schwermannita presenta un color groc marró, marró groguenc o marró ataronjat depenent de les impureses o el contingut de ferro. Per la mida extremadament petita dels grans minerals, molts paràmetres òptics no han estat calculats per la impossibilitat de dur a terme les anàlisis; per exemple, no s'ha pogut mesurar la densitat del mineral, tot i que els càlculs aproximats mitjançant els valors de la cel·la unitat donen valors entre 3,77 i 3,99 g/cm³. El seu pes molecular és de 1.545,76 g/mol.

### Propietats químiques
La schwertmannita conté ferro, oxigen, hidrogen i sofre. Les anàlisis dutes a terme en el transcurs d'algunes investigacions donen percentatges en pes d'òxid dels diferents elements de l'ordre de 63% de Fe₂O₃; 13% de SO₃, 1,5% de CO₂, 10% d'OH- i 13% d'H₂O. S'han proposat diverses fórmules químiques i estructurals per a la schwertmannita a causa de la dificultat d'analitzar el contingut en elements volàtils com l'hidrogen: 
- Fe163+(OH,SO₄)12-13O16·10-12H₂O[1]
- Fe163+O16(OH)₁₂(SO₄)₂[2]
- Fe3+16 O16(SO₄)₂(OH)₁₂·nH₂O (n ∼ 10 a 12)[3]

La ràtio Fetotal/Stotal de la schwertmannita varia entre 4,6 (més sofre respecte del ferro) i 8 (més ferro respecte del sofre); els espècimens per sota de ràtios de 5,5, sovint presenten traces de jarosita, la qual presenta una ràtio Fetotal/Stotal d'1,5.
Per la metaestabilitat de la schwertmannita en condicions normals (1 atm i 25 graus centígrads), aquesta pot acabar transformant-se en goetita mitjançant processos d'hidròlisi. La reacció d'hidròlisi que provoca el pas de schwertmannita (metaestable) a goetita (d'alta estabilitat) és:
Fe₈O₈(OH)5.5(SO₄)1,25 (sòlid) + 2,5 H₂O (líquid) → 8 FeOOH + 2,5 H+ (aquós) + 1,25 SO₄2- (aquós)
La schwertmannita és soluble en àcid clorhídric en concentració 5M; en aquestes condicions es dissol totalment en fred en uns quinze minuts. Les condicions generades per l'àcid clorhídric, correspondrien a un pH de 3,0. També és soluble en solucions d'oxalat d'amoni de pH inferiors o iguals a 3,0.

### Propietats tèrmiques
La descomposició tèrmica de la schwertmannita es produeix a baixa temperatura, entre 100 i 300 graus centígrads (°C). En aquesta descomposició tèrmica inicial (100-300 °C), perd l'aigua de la seva estructura mitjançant un procés exotèrmic, fet que li ocasiona una pèrdua de pes d'entre el 20 i el 25%. Entre els 540 °C i els 580 °C es produeix una altra reacció exotèrmica en la schwertmannita que genera hematites i Fe₂(SO₄)₃. Finalment, entre els 650 °C i 710 °C es dona l'última reacció exotèrmica en la qual es produeix la descomposició del Fe₂(SO₄)₃ i la formació de més hematites i SO₃; aquesta última reacció comporta una pèrdua d'entre un 5 i un 12% en pes.

## Estructura cristal·lina
L'estructura cristal·lina de la schwertmannita no ha pogut ser determinada, ja que els espècimens trobats presenten una baixa cristal·linitat i, en el cas de formar cristalls, aquests són massa petits; tot i això, es considera que l'estructura de la schwertmannita és del mateix tipus que les estructures de l'hol·landita o l'akaganeïta. A partir de les estructures d'aquests dos minerals, s'ha pogut determinar com és l'estructura d'aquesta espècie mineral. Aquesta estructura consisteix en una cadena doble d'octaedres de FeO₃(OH)₃ que s'estenen per l'eix c, com es pot observar a les figures que il·lustren l'estructura del mineral. Els octaedres es col·loquen al llarg de l'eix c formant dues cadenes; els octaedres a banda i banda de cada cadena es troben units entre ells per alguns dels seus vèrtexs, tot formant espais buits de mides aproximades de 5 x 5 Å. En el cas de l'akaganeïta, cada espai està format per la unió de 8 grups OH; segons els estudis amb llum infraroja, en el cas de la schwertmannita, la meitat d'aquests grups OH, es trobarien substituïts per SO2- tot formant complexos bidentats del tipus -Fe-O-SO₂-OFe-, on els àtoms de ferro se situarien a les zones adjacents dels espais buits. El sofre i els dos oxigens lliures que queden, ocupen les cavitats paral·leles a l'eix dels espais. Les distàncies d'enllaç normals entre els grups OH que formen les cares de les cavitats, és de 3,5 Å, mentre que la distància entre oxigens del SO2- lliure és de 2,6 Å. A conseqüència d'això, l'estructura es presenta distorsionada en l'eix a; és per aquest motiu que el mineral presenta una baixa cristal·linitat. El fet que el ferro dins de l'estructura de la schwertmannita es trobi en diferents posicions estructurals ha estat demostrat amb estudis realitzats amb espectroscòpia Mössbauer.

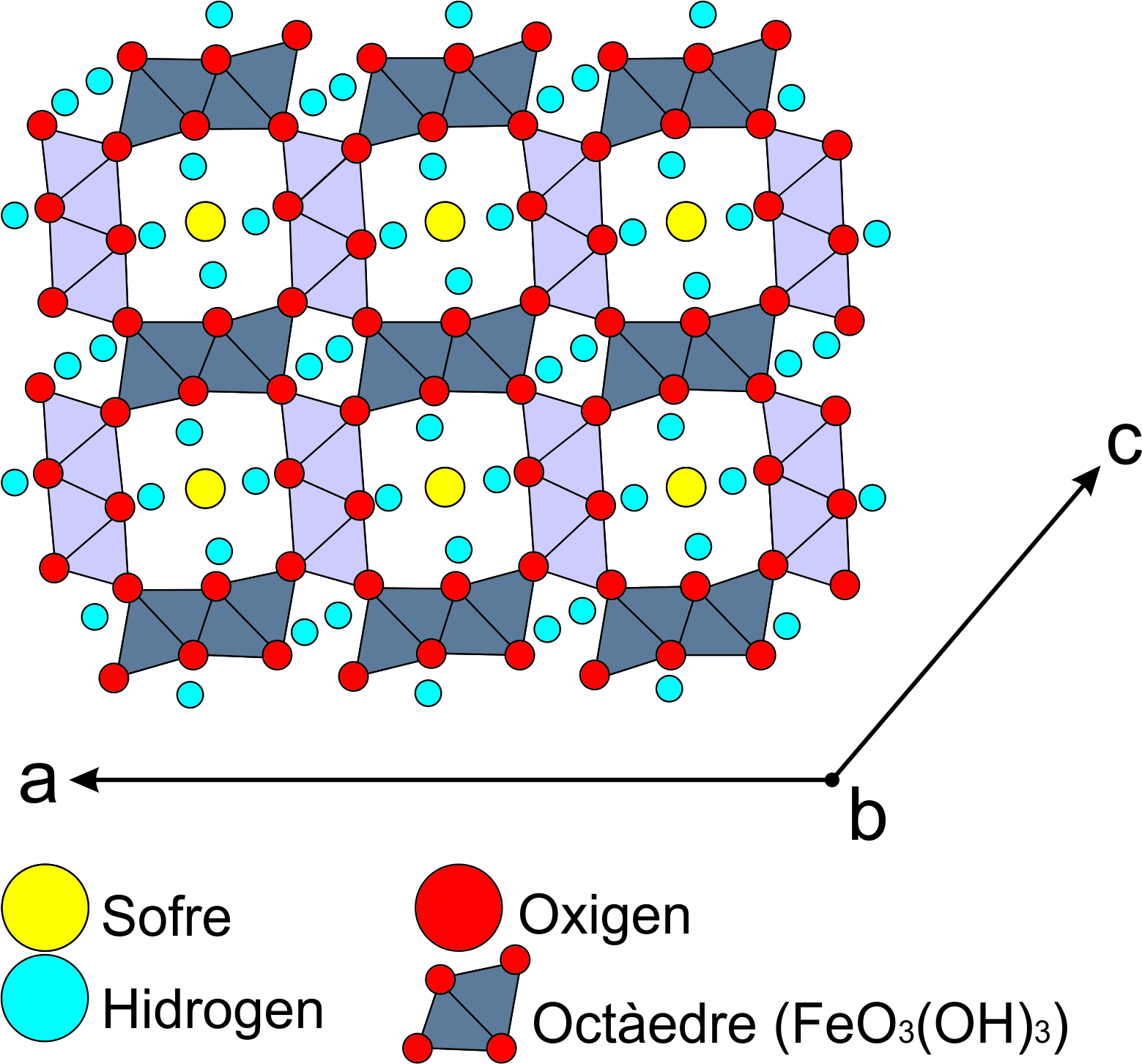
L'estructura de la schwertmannita a partir d'una interpretació de l'estructura de l'akaganeïta.

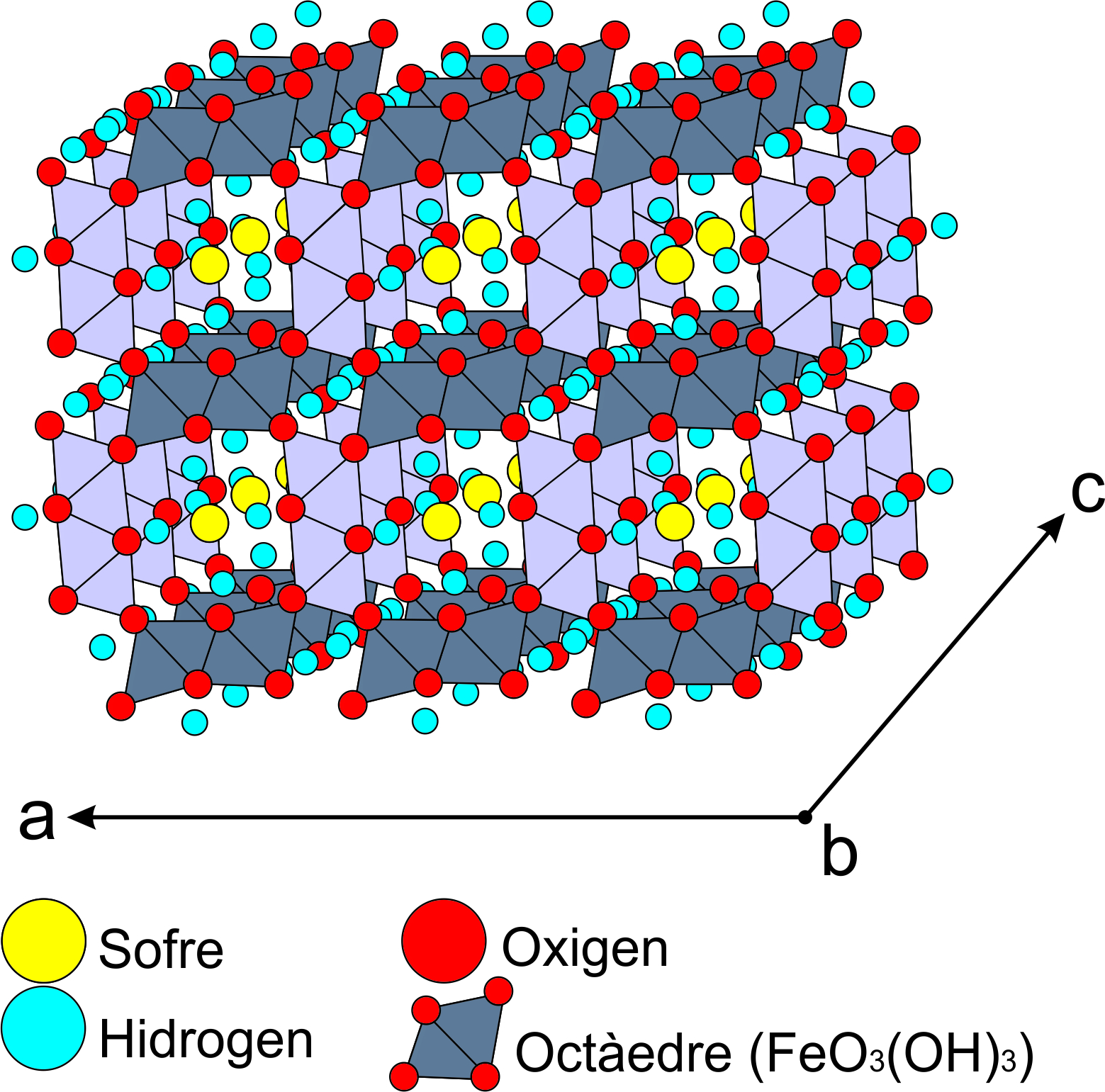
L'estructura de la schwertmannita a partir d'una interpretació de l'estructura de l'akaganeïta en tres dimensions.

La cel·la unitat inclou 16 àtoms de ferro en coordinació octaèdrica envoltant dues cavitats. Si totes les cavitats són plenes, la fórmula de la cel·la unitat és Fe16O16(OH)₁₂(SO₄)₂.
Quan se sotmet la schwertmannita a difracció de raigs X, s'obtenen fins a set pics d'intensitats d'energia:
| Pic (2θ) | Intensitat (%) |
| -------- | -------------- |
| 2,55     | 100%           |
| 3,39     | 46%            |
| 4,86     | 37%            |
| 1,51     | 24%            |
| 2,28     | 23%            |
| 1,66     | 21%            |
| 1,46     | 18%            |

## Minerals relacionats
Els minerals relacionats amb la schwertmannita per la seva estructura o composició química semblant són:
| Codi    | Nom del mineral        | Fórmula del mineral                    |
| ------- | ---------------------- | -------------------------------------- |
| 7.DE.05 | Mangazeïta             | Al₂(SO₄)(OH)₄·3H₂O                     |
| 7.DE.10 | Carbonatocianotriquita | Cu₄Al₂(CO₃,SO₄)(OH)₁₂·2H₂O             |
| 7.DE.10 | Cianotriquita          | Cu₄Al₂(SO₄)(OH)₁₂·2H₂O                 |
| 7.DE.10 | UKI-1975-(SO:AlCu)     | (Cu, Al, SO₄, H₂O)                     |
| 7.DE.20 | Tlalocita              | Cu10Zn₆(Te6+O₄)₂(Te4+O₃)(OH)25Cl·27H₂O |
| 7.DE.25 | Utahita                | Cu₅Zn₃(TeO₄)₄(OH)₈·7H₂O                |
| 7.DE.35 | Coquandita             | Sb6+xO8+x(SO₄)(OH)x(H₂O)1-x (x = 0.3)  |
| 7.DE.40 | Osakaïta               | Zn₄(SO₄)(OH)₆·5H₂O                     |
| 7.DE.45 | Wilcoxita              | MgAl(SO₄)₂F·17H₂O                      |
| 7.DE.50 | Stanleyita             | (V4+O)(SO₄)·6H₂O                       |
| 7.DE.55 | Mcalpineïta            | Cu₃(Te6+O₆)                            |
| 7.DE.60 | Hidrobasaluminita      | Al₄(SO₄)(OH)10·12-36H₂O                |
| 7.DE.62 | Volaschioita           | Fe₄(SO₄)O₂(OH)₆·2H₂O                   |
| 7.DE.65 | Zaherita               | Al₁₂(SO₄)₅(OH)26·20H₂O                 |
| 7.DE.70 | Lautenthalita          | PbCu₄(SO₄)₂(OH)₆·3H₂O                  |
| 7.DE.75 | Camerolaïta            | Cu₆Al₃(OH)18(H₂O)₂[Sb(OH)₆](SO₄)       |

Tal com es pot observar a les imatges, els minerals relacionats presenten característiques molt diferents de la schwertmannita a primer cop d'ull. Això es deu a la diferència de composicions. Tot i que aquests minerals presenten estructures, fórmules i ambients de formació semblants a la schwertmannita, molts presenten elements cromòfors com el coure que donen les típiques coloracions blaves o verdoses.

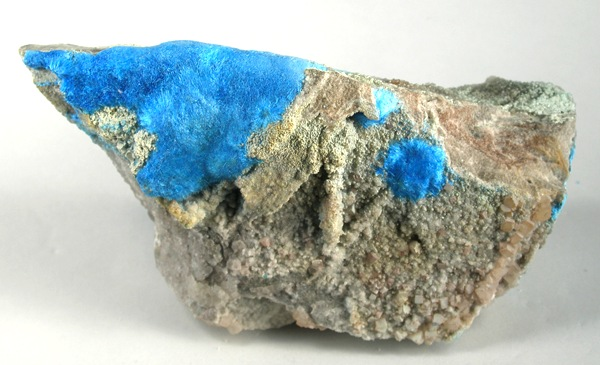
Carbonatocianotriquita
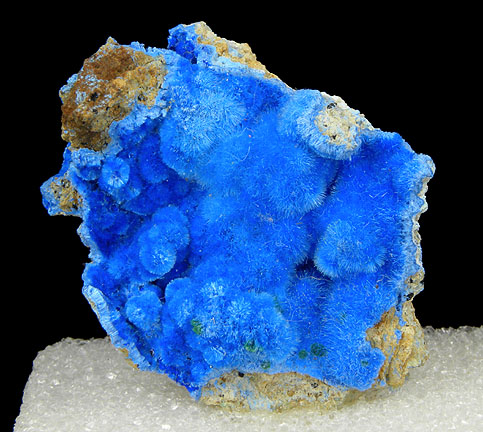
Cianotriquita
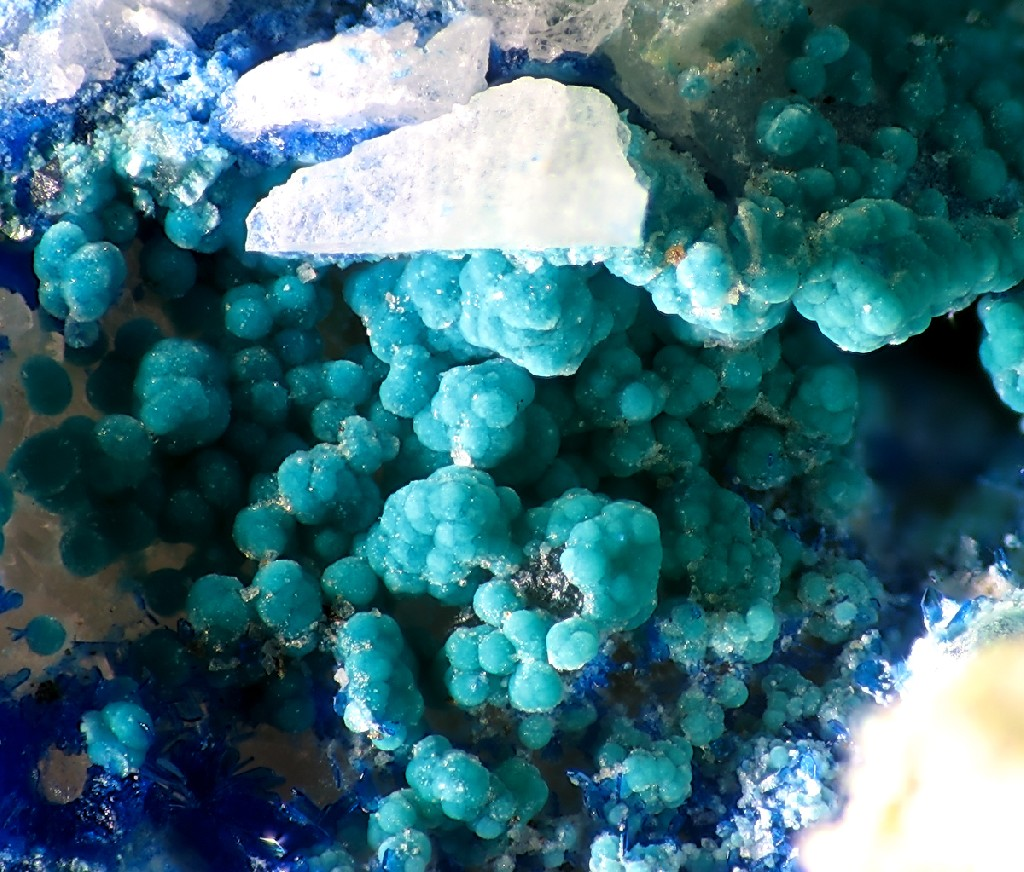
Tlalocita
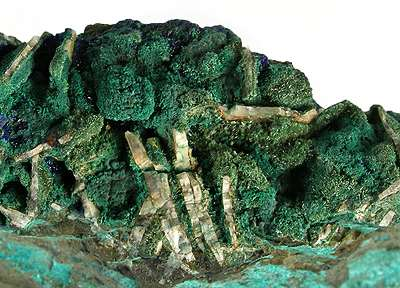
Jarosita amb utahita
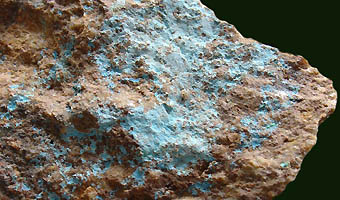
Camerolaïta

## Formació i jaciments

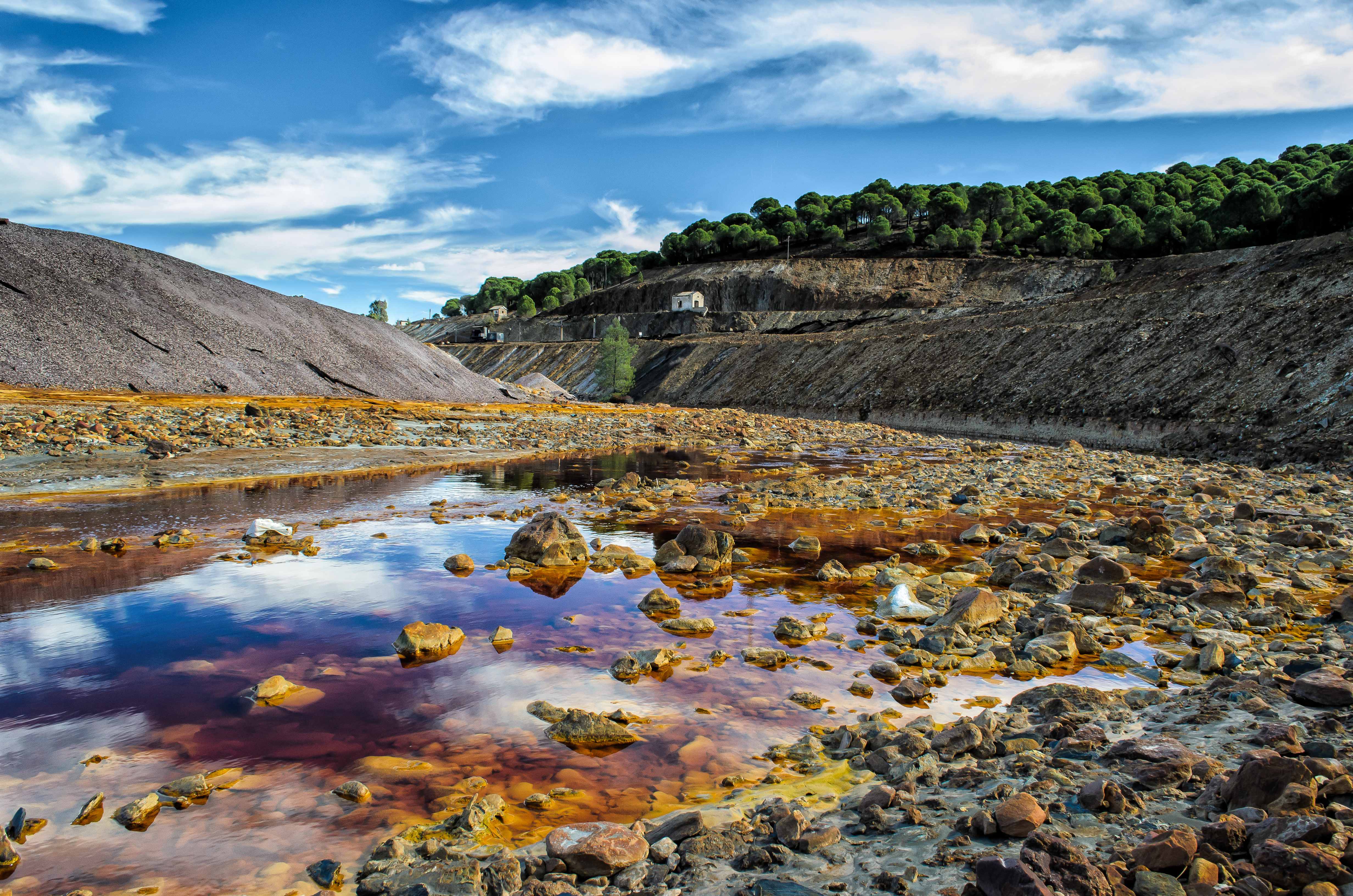
El riu Tinto al seu pas per la mina de Cerro Colorado, província de Huelva. Un clar exemple de com el drenatge àcid de roques afecta els rius.

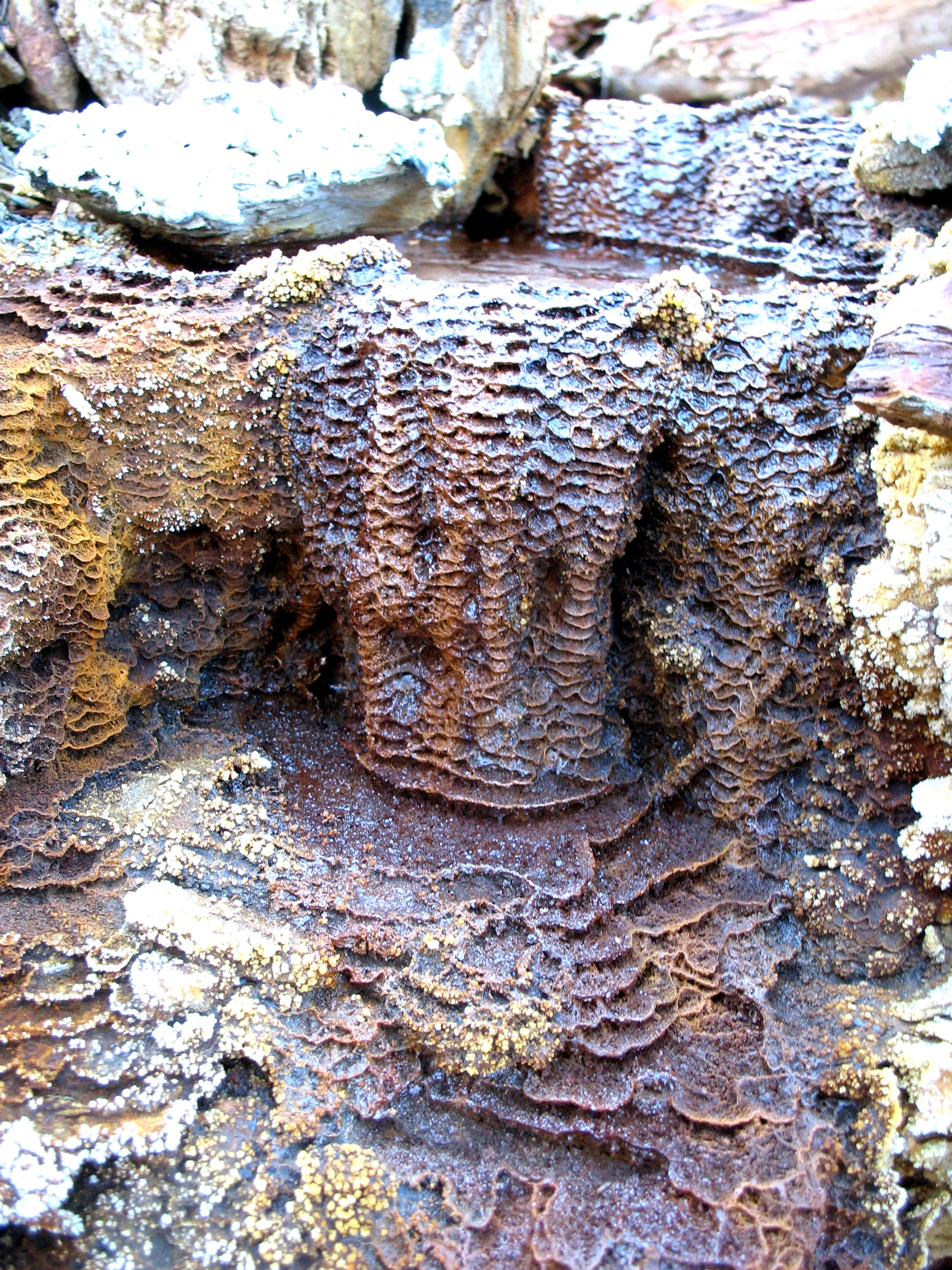
Travertí fèrric al riu Tinto al seu pas per Peña del Hierro, província de Huelva. El travertí està format per schwertmannita, jarosita i goetita.

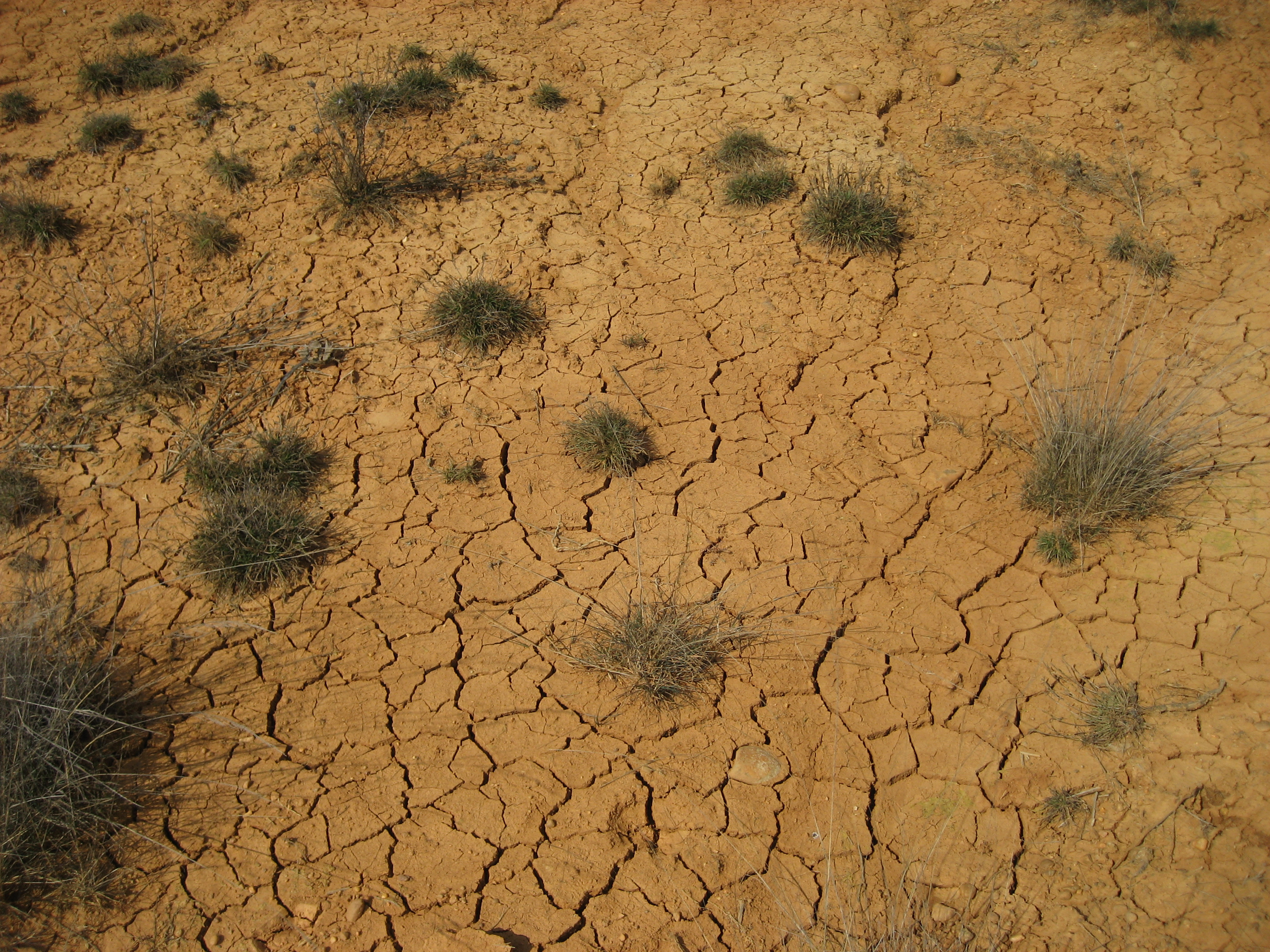
Textura de sòl esquerdat com a conseqüència d'una sequera. La schwertmannita se sol trobar formant textures d'aquest tipus en rius o llacs secs.

Es forma com a mineral secundari precipitat en aigües de pH entre 3 i 4,5 i alts continguts en sulfat (amb concentracions entre 1000 i 3000 mg/l) de ferro produïts a partir de l'oxidació de sulfurs metàl·lics. Aquesta reducció de l'arsènic es produeix per l'adsorció d'aquest per part de la schwertmannita; aquest procés té un paper fonamental en la posterior transformació de la schwertmannita a goetita.
Es considera que la schwertmannita es forma com a mineral a partir del drenatge àcid de roques (en anglès acid rock dranage, ARD). Aquest mineral té un paper important en el quimisme de l'aigua de molts rius i llacs afectats per ARD. La schwertmannita sol precipitar a partir de solucions saturades en ferro (II) i ferro (III), normalment contingut a l'aigua a partir de l'oxidació de sulfurs de ferro. Alguns estudis indiquen que la precipitació de schwertmannita en un riu, pot reduir en poques hores la càrrega d'arsènic d'aquest fins a la meitat, mentre que la concentració dels metalls traça divalents (zinc, coure, plom, cadmi, níquel i cobalt) es manté sense canvis.
Amb el pas del temps i depenent de les condicions químiques del medi, la schwertmannita es pot acabar transformant en goetita i/o en jarosita.
Generalment es troba en crostes tot formant sòls esquerdats als llits de rius o en llacs secs a causa de la pèrdua d'aigua dels materials; també es pot trobar formant travertins junt amb altres minerals (sulfats, òxids i hidròxids de ferro) associats, tot i que de manera menys freqüent.
En els darrers anys, diversos estudis realitzats en rius àcids, com ara el riu Tinto, a Andalusia, Espanya, han permès relacionar la formació de la schwertmannita i altres òxids, hidròxids i sulfats de ferro formats a partir de l'activitat bacteriana en aquests rius.
La precipitació i creixement de la schwertmannita en condicions naturals presenta una velocitat elevada. Els 5 primers dies les partícules poden arribar a créixer 120 µm. En els casos pràctics on s'ha pogut fer més lent el creixement de la schwertmannita s'han pogut observar morfologies estrellades, on les agulles de schwertmannita que les formen presenten la superfície de goetita a causa de la transformació de la schwertmannita a conseqüència de la seva metaestabilitat. La transformació de la schwertmannita a goetita ha estat comprovada a partir d'estudis en minerals sintètics.

### Localització
La schwertmannita ha estat descrita en més de 40 localitats d'Europa, Nord Amèrica i Austràlia. La seva localitat tipus es troba a la mina Pyhäsalmi, a Oulu, Finlàndia. El mineral tipus es troba al museu d'història natural de la Universitat de Hèlsinki, amb el codi B8659. Normalment sol estar present en rius, o llacs afectats per drenatge àcid de roques, generalment en zones on es troben grans quantitats de sulfurs metàl·lics com la pirita, la calcopirita o l'arsenopirita entre d'altres. Un bon exemple de riu on es pot trobar aquest mineral és el riu Tinto, on l'activitat minera ha generat residus que han permès una oxidació més ràpida de la pirita i han generat aigües àcides altament saturades en sofre i ferro. Altres exemples són la mina de pirita de Davis, a Rowe, Massachusetts, EUA; la mina Fontana, a Carolina del Nord, EUA; les mines Kremnica i Špania Dolina a Banská Bystrica, Eslovàquia; les mines Rudňany i Zlatá Baňa, a la regió de Prešov, Eslovàquia; la mina Morassina, a Turíngia, Alemanya a la mina Libiola, a la província de Gènova, Ligúria, Itàlia, al llac Alexandrine, a Austràlia Meridional, a les muntanyes Krušné Hory, Bohèmia, i Zlaté Hory, Moràvia, República Txeca, al meteorit del cap York, Qaasuitsup, Groenlàndia, on la schwertmannita es forma com a producte d'alteració del meteorit fèrric; a la mina de ferro de Gunma, Regió de Kanto, Prefectura de Gunma, Japó, a diverses concentracions de llots procedents dels pòrfirs de coure de Cuajone i Toquepala, Regió de Tacna, Perú, a la mina Wilheim, al dipòsit de Stara Góra, Polònia, i a la mina Jinguashi, a Taiwan.

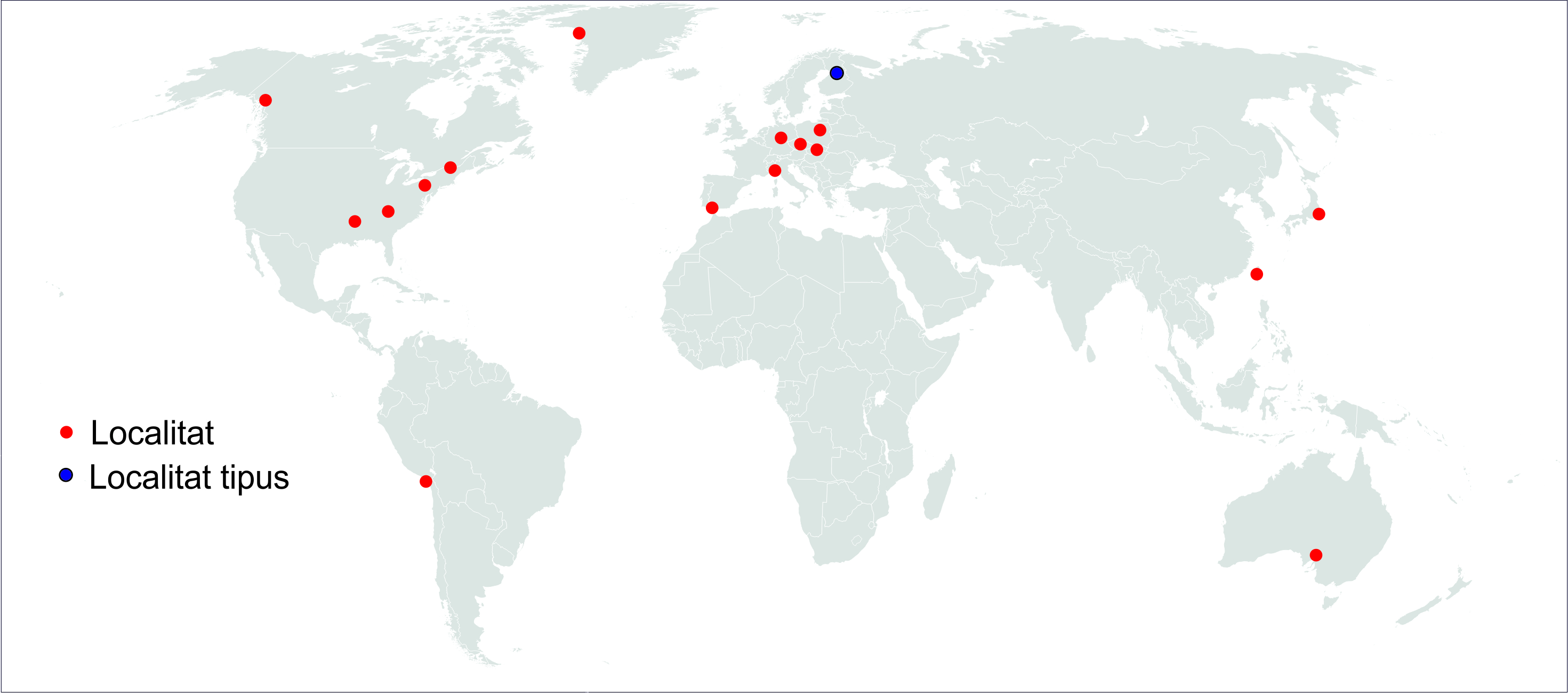
Mapa de localització de la schwertmannita; els punts vermells representen les localitats on s'ha descrit o trobat el mineral; el punt blau representa la localitat tipus.

### Minerals associats
La schwertmannita es troba associada amb diferents minerals, la majoria com a minerals d'alteració o d'oxidació de sulfurs metàl·lics com ara la goetita, la jarosita, la natrojarosita, la ferrihidrita o els sulfurs que queden encara sense alterar (pirita, calcopirita, bornita, calcosina i tetraedrita, entre d'altres). També es troba associada amb altres minerals sulfats eflorescents com l'epsomita, l'hexahidrita, la pickeringita i l'halotriquita.

## Usos i fabricació

### El cas de Nochten, Alemanya
Com a conseqüència de la seva càrrega positiva, la schwertmannita és un mineral que pot fixar alguns elements contaminants com ara l'arsènic. Un exemple del seu ús a la indústria es troba a la mina de carbó de Nochten (Alemanya), on la schwertmannita es produeix a una planta de tractament on l'aigua freàtica rica en ferro procedent d'una mina de lignit és descontaminada a partir de la precipitació d'aquest mineral.

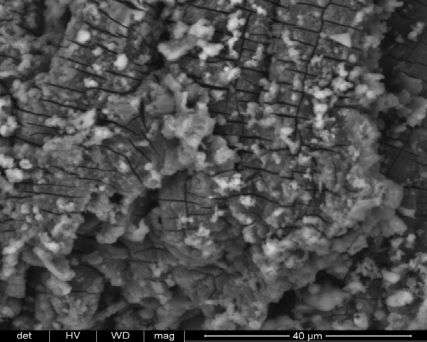
Estella de fusta (textura amb esquerdes) amb incrustacions de schwermannita (textura d'agregat; imatge presa amb SEM)

Aquest procediment es duu a terme a partir de la construcció d'un sistema reactiu a escala de laboratori que optimitza tant l'oxidació i precipitació del ferro com la producció de schwertmannita neta (sense impureses), fins i tot quan l'aigua de la mina conté metalls dissolts. Aquest sistema utilitza Ferrovum myxofaciens, un betaproteobacteri acidòfil. El sistema comprèn tres mòduls (reactors) connectats entre si en mode de flux continu. El ferro ferrós s'oxida microbiològicament al primer reactor; la schwertmannita precipita al segon reactor; i finalment les traces de ferro soluble que encara queden a l'aigua són eliminades al tercer reactor.
S'ha pogut comprovar l'eficàcia del sistema de mòduls per eliminar el ferro contaminant a l'aigua i reduir el pH d'aquesta tot formant schwertmannita neta (sense impureses). L'eliminació del ferro de l'aigua de Nochten ha estat superior al 99% en les proves realitzades i d'un 33% durant la prova pilot. Aquest sistema, que fa precipitar schwertmannita sense impureses, no permet eliminar altres metalls contaminants de l'aigua.

### Sistema de descontaminació SAD
Al llarg dels últims anys, les investigacions encaminades a la descontaminació d'aigües contaminades per drenatge àcid de mines, s'han centrat en un nou substrat reactiu anomenat Substrat Alcalí Dispers (SAD). El SAD es basa en una barreja d'un reactiu alcalí de gra fi (generalment sorra de calcita o de MgO), i un material inert de gra groller que actua com a matriu (generalment estelles de fusta). La sorra de calcita permet eliminar metalls trivalents de l'aigua com el ferro o l'alumini, ja que precipiten en forma de schwertmannita (en el cas del ferro) o hidrobasaluminita (en el cas de l'alumini). Si s'afegeix una bassa d'oxidació natural del ferro, aquest pot ser eliminat per precipitació en forma de schwertmannita abans d'introduir-se a la zona de la calcita del SAD.